# Fahlregenpfeifer
Der  Fahlregenpfeifer  (Anarhynchus pallidus, Synonym: Charadrius pallidus) ist eine kleine Vogelart aus der Familie der Regenpfeifer. Er lebt im südlichen und östlichen Afrika und hat dort ein sehr disjunktes Verbreitungsgebiet.

## Beschreibung
Der recht hochbeinige Fahlregenpfeifer ist mit circa 15 Zentimeter Länge etwas kleiner als ein Weißstirn-Regenpfeifer (Charadrius marginatus). Die Flügellänge beträgt zwischen 100 und 105 Millimeter, das Gewicht liegt knapp unter 40 Gramm.
Er ist einer der kleinsten Vertreter der Gattung Anarhynchus, seine Oberseite ist blass-grau, unten weiß mit schmalem, kastanienbraunem Band auf der Brust, das bei den männlichen Vögeln leicht schwarz skaliert ist. Er unterscheidet sich vom Weißstirn-Regenpfeifer durch die geringere Größe, den runderen Körperbau, eine gekrümmtere Haltung, eine blassere Rückseite, das kastanienbraune Brustband und den fehlenden weißen Flügelstreifen im Flug.
Jungvögel sind am Kopf schwarz gezeichnet, ihr Brustband ist grau, häufig unvollständig oder nicht vorhanden. Küken sind vorne hellgrau, leicht gesprenkelt mit schwarzen, unregelmäßigen Linien, ihre Unterseite ist weiß.

## Verbreitung
Der Fahlregenpfeifer ist im südlichen und östlichen Afrika anzutreffen, wobei er in manchen Gegenden ganzjährig vorkommt und in verschiedenen Regionen nur saisonal auftritt. Hauptverbreitungsgebiete sind die Küsten des Atlantischen und Indischen Ozeans, die Makgadikgadi-Salzpfannen im Inneren Botswanas, im Westen Transvaals und des Oranje-Freistaates, im Nordwesten der Kapprovinz und in der Etosha-Pfanne. Weniger häufig anzutreffen ist er am Sabie River (im Osten Transvaals/Krüger-Nationalpark), am Zusammenfluss von Sashi und Limpopo (südliches Botswana, Nord-Transvaal), in der Gegend um Bulawayo (Zentral-Simbabwe) und an den Victoria Wasserfällen am Sambesi, sowie entlang der Küste des Indischen Ozeans in Mosambik von Maputo (Lourenço Marques)  bis hinauf zum Sambesi.
Wetlands International zählt zu den international bedeutsamen Gebieten mit einem Vorkommen an Fahlregenpfeifern das Walvis-Bay-Feuchtgebiet südlich der Stadt Walvis Bay in Namibia, den Magadisee in Kenia sowie den Natronsee und den Manyara-See in Tansania.

## Habitat und Lebensweise
Der Fahlregenpfeifer lebt in Salzwasser- und sandigen Lagunen, Salz- und Brackwasser-Pfannen, Salinen und saisonal schwankenden Flussmündungen.
Er lebt einzeln oder zu zweit und kommt außerhalb der Brutzeit in Schwärmen bis zu 50 Vögeln vor. Sein Verhalten ähnelt dem des Weißstirn-Regenpfeifers, er ist aber scheuer und sehr wachsam, vor allem beim Nestbau. Wird er gestört, flieht er im Tiefflug, auf den weißen Salzflächen ist er stillstehend schwierig zu erkennen.
Er ist häufig in Gesellschaft von Weißstirn-Regenpfeifern (Charadrius marginatus), Zwergstrandläufern (Calidris minuta) und Sichelstrandläufern (Calidris ferruginea) zu beobachten. Er ernährt sich von Insekten, die er vom Boden aufpickt oder aus dem Schlamm und im Wasser sucht. Der Fahlregenpfeifer gehört neben dem Hirtenregenpfeifer zu den wenigen Arten, die im Gebiet der Makgadikgadi-Salzpfannen ganzjährig und damit auch während der Trockenzeit vorkommen.

## Fortpflanzung
Die Brutsaison hängt von den lokalen Bedingungen ab und findet vor allem in den Wintermonaten, von März bis September statt. Der Fahlregenpfeifer baut auf freiliegenden Salzflächen und an Stränden einfache Nester mit sechs bis sieben Zentimeter Durchmesser und circa 1,5 Zentimeter Tiefe, die mit Muscheln, kleinen Steinen, Federn und trockenen Pflanzenresten ausgekleidet sind.

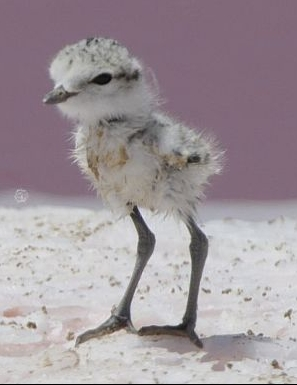
Fahlregenpfeifer-Küken, Meile 4 Salinen, Swakopmund, Namibia

Das Gelege besteht in der Regel aus zwei Eiern, die blass-braun gefärbt und dunkelbraun-grau getupft sind. Die Dauer der Brut und die Zeit, bis die Jungvögel flügge sind, ist bisher nicht genau bekannt. Um das Brutgeschäft und die Aufzucht der Küken kümmern sich beide Elterntiere.

## Benennung
Die im Englischen gebräuchliche Bezeichnung Chestnut-banded Plover deutet auf das kastanienbraune Brustband hin.

## Belege

### Einzelbelege
1. ↑   Delany et al., S. 239